# 蕭子開
蕭子開（491年—6世紀），字景發，南蘭陵郡蘭陵縣人，南朝梁官員，齊高帝之孫，豫章文獻王蕭嶷之子。

## 生平
中大通六年（534年）前後，蕭子開擔任南徐州治中從事史，奉皇太子蕭綱之令參与編纂佛教類書《法宝联璧》，當時的南徐州刺史為昭明太子蕭統的長子豫章王蕭歡。蕭子開其餘事跡無考。

## 著作
蕭子開著有《建安記》，記載建安郡地理，已佚。清朝學者王谟輯有《蕭子開建安記》一卷。